# Woraksan-Nationalpark
Der Woraksan-Nationalpark (월악산국립공원) befindet sich etwa zehn Kilometer östlich der Stadt Chungju.

## Lage und Geographie
Der Nationalpark ist Teil der Sobaek Mountains und kann über die Expressways 45 und 55 schnell von den Ballungszentren erreicht werden. Der Park bietet eine Besonderheit: Als einziger Bergnationalpark in Südkorea kann man ihn auch mit dem Boot erreichen. Am Ufer des Chunju-Stausees befindet sich eine Anlegestelle für Boote. Der höchste Punkt ist der 1094 m hohe Woraksan, von dem aus man einen sehr guten Ausblick auf den Stausee im Tal hat. Allerdings ist der Anstieg auf diesen Berg sehr anspruchsvoll, es gibt aber einige kleinere Gipfel, die ähnliche Ausblicke bieten. Der in 530 m Höhe gelegene Haneuljae-Pass zwischen den Bergen Poam (963 m) und Juheul (1106 m) war in der Silla- und Goryeo-Zeit die wichtigste Verbindung zwischen den südwestlichen und südöstlichen Teilen Koreas.

## Flora und Fauna
Im Park wurden bisher 1200 Pflanzenarten gezählt, darunter so seltene Arten wie die Lilium cernuum, unter den Baumarten sind Kiefern und Mongolische Eiche sehr verbreitet. Die Tierarten im Park unterteilen sich in 17 Säugetier-, 67 Vogel-, 10 Amphibien-, 14 Reptilien- und 1092 Insektenarten auf, dazu kommen noch 27 Fischarten im Stausee. Der Nationalpark beherbergt auch ca. 20 Exemplare des sehr scheuen Langschwanzgorals.